# Generazione

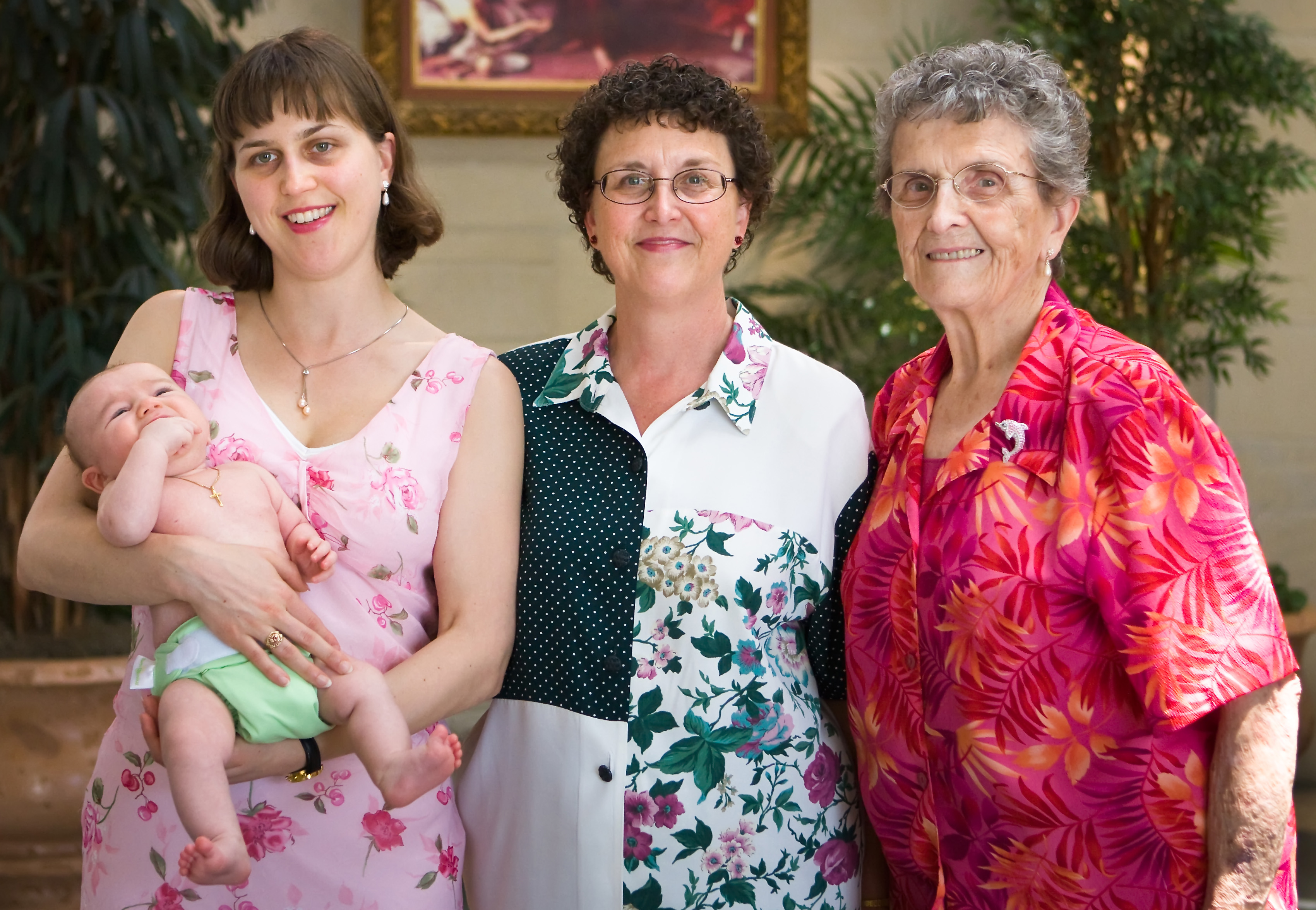
Quattro generazioni della stessa famiglia: neonato, madre, nonna e bisnonna.

In demografia una generazione è un insieme di persone che è vissuto nello stesso periodo ed è stato esposto a eventi che l'hanno caratterizzato. Una generazione raggruppa, cioè, tutti quegli individui segnati dagli stessi eventi, ed è distinta dal concetto statistico di coorte dal fatto di condividere un comune sistema valoriale e una comune prospettiva sul futuro. 
Definibile solo a posteriori, cioè quando la sua influenza sulla storia e nella società è terminata, una generazione è spesso in almeno una forma di conflitto con la precedente, qualità che contribuisce a caratterizzarla. Gli eventi influiscono sulla generazione che li ha vissuti, determinandone dunque un mantenimento di caratteristiche proprie di quel momento storico, culturale e sociale.

## Etimologia
Il termine "generazione" deriva dal latino gĕnĕrātĭo, -onis, dal verbo gĕnĕro, "io genero", a sua volta affine al sostantivo gĕnŭs, gĕnĕris, "genere", "discendenza", "specie", "stirpe", "nascita", "origine", "prole", "popolo"; cfr. greco γένος, -ους, da una radice γενεσ-, da cui, per rotacismo, il latino gĕnŭs. È utilizzato per definire tutte le persone dello stesso livello in un albero genealogico. Ad esempio un fratello, una sorella e un cugino fanno parte della stessa generazione.

## Significato
Fin dall'antichità si è posto il problema del concetto di generazione, che può essere inteso come
- gruppo di individui della stessa età e di conseguenza nella stessa fase della loro esistenza, che condividono una serie di eventi e una serie di prospettive
- lignaggio
- discendenza familiare
- ascendenza familiare

La sociologia da Hume a Comte si è interrogata su questo concetto da un punto di vista quantitativo, al fine di determinare la durata di una generazione ed utilizzarla come unità di misura per la storia della società. Per Hume bastava un battito di ciglia a determinare il passaggio da una generazione alla successiva. Fin dall'antichità si intendeva una generazione anche come unità di misura temporale non-standard per indicare la durata media di tempo tra la nascita dei genitori e la nascita dei loro figli. In questo senso la durata di una generazione era calcolata intorno ai 30 anni e successivamente si è affermata una quantificazione intorno ai 20-25 anni. I limiti dell'approccio quantitativo sono però evidenti e sono stati ben presto messi in dubbio da Dilthey, Heidegger e Pinder per esempio che hanno contribuito con diversi elementi alla definizione delle caratteristiche principali del concetto di generazione:
- l'appartenenza ad una stessa fase della vita (la contemporaneità)
- eventi, cause, punti in comune caratterizzanti
- orizzonte comune di esperienze

In questo contesto la presenza di incastri temporali tra le varie generazioni non si configura più come un problema ed esse possono avere durate diverse ed essere compresenti allo stesso tempo.
Una generazione ha solitamente anche un'identità collettiva riconoscibile, sempre a posteriori.
La durata di una generazione umana conta una distanza temporale di ogni 70 anni.

## In genealogia
In genealogia il termine "generazione" ha un significato leggermente diverso, in quanto con tale termine si intende un singolo livello di un albero genealogico, indipendentemente dall'identità culturale che gli individui della stessa generazione possono avere.
Per il conteggio del numero di generazioni in genealogia, si considera l'insieme dei discendenti ugualmente distanti da un comune capostipite: prima generazione (i figli), seconda generazione (i nipoti) e così via; da nonno a nipote (3 persone) vi sono così 2 generazioni. Ad esempio, nel seguente passo della Bibbia si elencano 14 persone e, quindi, 13 generazioni familiari di padre in figlio:
(1 Cronache 5,30-36)

## Generazioni culturali

Le etichette usate in sociologia per indicare le diverse generazioni

A partire dalla fine del XIX secolo, alle generazioni è stato attribuito un nome, sulla base delle comuni esperienze culturali:
- Generazione perduta (1883-1900)
- Greatest Generation (1901-1927)
- Generazione silenziosa (1928-1945)
- Baby boomers o “boomers”(1946-1964)
- Generazione X (1965-1979)
- Generazione Y o “Millennials” (1980-1996)
- Generazione Z o "Centennials" o “Zoomers" (1997-2012)
- Generazione Alfa o "Screenagers" (2013-2024)
- Generazione Beta (2025-2039)